# HK ATEK Kiev
HK ATEK Kiev (ukrainska:Хокейний клуб ATEK Київ) är en ishockeyklubb från Kiev, Ukraina. Klubben bildades som HK Kiev år 1994 och har vunnit Ukrainska mästerskapet i ishockey, säsongerna 2006/2007 och 2014/2015. Dock har klubben inte varit aktiv sedan 2015.

## Meriter
Ukrainska mästare i ishockey: (2) 2007, 2015